# Henri Mouette
Pour les articles homonymes, voir Mouette (homonymie).
Henri Mouette, né le 3 mai 1927 au Mans et mort le 3 avril 1995 à Villeneuve-sur-Yonne, est un architecte français.

## Biographie
Henri Mouette reçoit son diplôme d’architecte à l’atelier Vivien en 1957.
Il commence à travailler la même année au sein de l’Atelier d’architecture à Courchevel, qui devient en 1965 l’Atelier d’Architecture en Montagne (AAM),.
Il participe à cette période avec les architectes de l’atelier et le sculpteur Pierre Székely à la réalisation de la chapelle Saint-François-de-Sales et Sainte-Jeanne-de-Chantal à Saint-Bon-Tarentaise, pour laquelle il conçoit l’ossature bois cloué et le sol en pavé de bois,,,. Il contribue aussi à la réalisation du centre familial de Chamrousse.
Henri Mouette réalise de 1964 à 1968 le village de vacances « Renouveau » de Beg Meil à Fouesnant dans le Finistère avec Pierre Székely et son épouse Vera Székely,. 
Pour réaliser les habitations en forme de bulles, faisant référence au monde marin et sous-marin, ils ont ensemble recours à la technique du béton projeté, utilisant un canon à air pneumatique, à même de permettre de créer ces formes excentriques. C’est au moment de la réalisation de ce projet qu’Henri Mouette quitte l’AAM. Il s’installe ensuite à Marcoussis avec son collaborateur.
Henri Mouette se présente vers 1968 à plusieurs concours pour des maisons ou des églises types. Jusqu’en 1972 environ, il projette avec Pierre Székely des maisons-sculptures aux formes simples, telle la maison Deparis à Saint-André-lez-Lille, ou aux formes organiques, telles la maison Verley à Sebourg en 1971 (inscrite en 2001 aux monuments historiques) et la maison Fougère à Janvry,,.
Par la suite, Henri Mouette s’intéresse à l’architecture solaire. Il projette de nombreuses maisons climatiques et fait breveter quelques types de cuiseurs solaires. Au début des années 1980 il collabore de nouveau avec Pierre Székely, mais aucun projet ne verra le jour. Parallèlement, tout au long de sa carrière, il construit ou transforme un nombre important de maisons individuelles.
À la fin de sa carrière il collabore avec l’équipe de l’architecte Jean-Loup Msika.

## Réalisations
- Chapelle Saint-François-de-Sales et Sainte-Jeanne-de-Chantal à Saint-Bon-Tarentaise.
- Maison Verley à Sebourg  Inscrit MH (2001)[12].
- Village Renouveau à Beg Meil à Fouesnant  Patrimoine XXe siècle (1964-1969)[13].